# Xã West Bank, Quận Swift, Minnesota
Xã West Bank (tiếng Anh: West Bank Township) là một xã thuộc quận Swift, tiểu bang Minnesota, Hoa Kỳ. Năm 2010, dân số của xã này là 150 người.